# Georg von Küchler

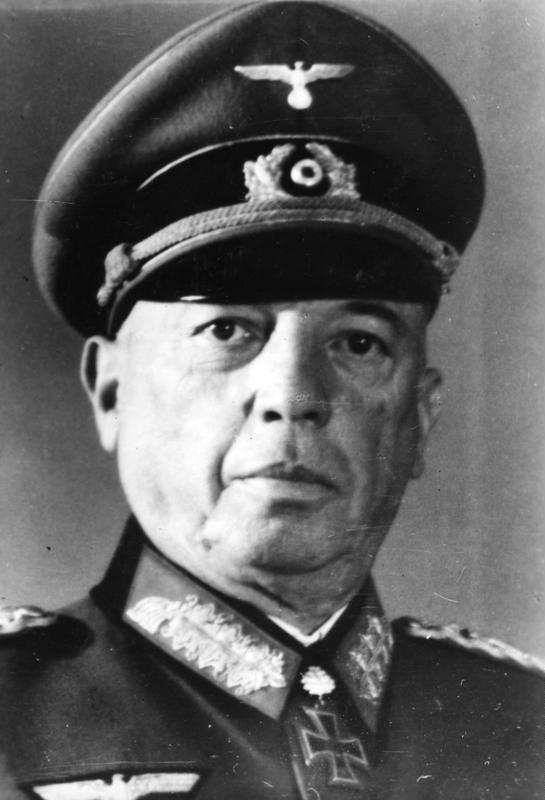
Georg von Küchler (August 1943)

Georg von Küchler (* 30. Mai 1881 auf Schloss Philippsruhe bei Hanau; † 25. Mai 1968 in Garmisch-Partenkirchen) war ein deutscher Generalfeldmarschall und während des Zweiten Weltkrieges Oberbefehlshaber von Armeen und Heeresgruppen sowie Ehrenritter des Johanniterordens.
Er wurde im April 1949 in Nürnberg im OKW-Prozess wegen Kriegsverbrechen zu einer langjährigen Haftstrafe verurteilt und 1953 vorzeitig entlassen.

## Leben

### Herkunft
Seine Eltern waren der großherzoglich hessische Oberst, Flügeladjutant und Hofmarschall Karl von Küchler (1831–1922) und dessen Ehefrau Marie, geborene von Scholten (1851–1924), eine Tochter des preußischen Generalleutnants Wilhelm von Scholten (1797–1868).

### Kaiserreich und Erster Weltkrieg
Nach dem Abitur am Ludwig-Georg-Gymnasium in Darmstadt trat Küchler im Jahr 1900 in das 1. Großherzoglich Hessische Feldartillerie-Regiment Nr. 25 der Preußischen Armee ein. 1901 wurde er zum Leutnant befördert und nach einem mehrjährigen Dienst an der Militär-Reitschule in Hannover avancierte er 1910 zum Oberleutnant. Nach dem Besuch der Kriegsakademie wurde Küchler Anfang 1914 in den Großen Generalstab nach Berlin versetzt.
Im Ersten Weltkrieg wurde Küchler als Batteriechef verwendet und zum Hauptmann befördert. Später wurde er in den Generalstab versetzt und zum Kriegsende hin als Erster Generalstabsoffizier (Ia) der 206. Infanterie-Division sowie der 9. Reserve-Division eingesetzt. Küchler erhielt u. a. beide Klassen des Eisernen Kreuzes sowie das Ritterkreuz des Königlichen Hausordens von Hohenzollern mit Schwertern.

### Weimarer Republik
Nachdem der Krieg im Westen zu Ende gegangen war, wurde Küchler Generalstabsoffizier der Brigade „Kurland“ und nahm in dieser Funktion an den aufkommenden Kämpfen im Baltikum teil.
In der Reichswehr wurde Küchler zum I. Armeekorps versetzt. Nach anschließender kurzer Tätigkeit in der Heeresausbildungsabteilung des Reichswehrministeriums im Jahr 1920 folgten für Küchler verschiedene Verwendungen im Bereich der Ausbildung bis in die 1930er Jahre hinein. In dieser Zeit wurde er 1923 zum Major, 1929 zum Oberstleutnant und 1931 zum Oberst befördert.
Am 1. Oktober 1932 wurde Küchler zum Artillerieführer I in Ostpreußen ernannt.

### Zeit des Nationalsozialismus

#### Vorkriegszeit
Nach der Beförderung zum Generalmajor am 1. April 1935 wurde er im Jahr darauf zum Inspekteur der Kriegsschulen ernannt. Am 1. Dezember 1935 (inzwischen war aus der Reichswehr die Wehrmacht geworden) wurde er zum Generalleutnant befördert.
Bevor er am 1. April 1937 als General der Artillerie zum Kommandierenden General des I. Armeekorps ernannt wurde, war Küchler ein halbes Jahr lang stellvertretender Präsident des Reichskriegsgerichts. Das I. Armeekorps hatte seinen Sitz in Königsberg.
Im März 1939 betraten deutsche Soldaten unter Küchlers Befehl erstmals nach Ende des Ersten Weltkriegs das Memelland, nachdem dieses im Rahmen eines Deutsch-Litauischen Staatsvertrags an das Deutsche Reich gefallen war.

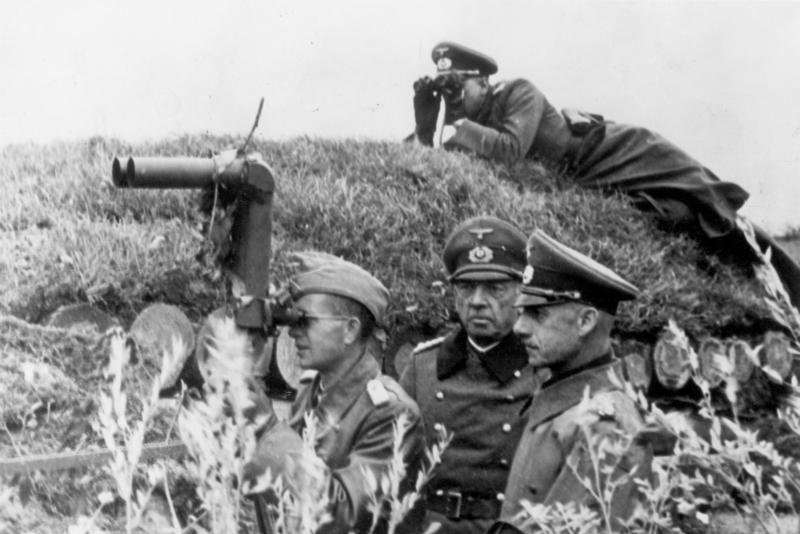
Generalfeldmarschall Ritter von Leeb (rechts stehend) mit Generaloberst Küchler (in der Mitte stehend) auf einer vorgeschobenen Beobachtungsstelle der Artillerie an der Ostfront im Oktober 1941

#### Zweiter Weltkrieg
Mit Beginn des Zweiten Weltkrieges wurde Küchler Oberbefehlshaber der 3. Armee. Für die erfolgreiche Führung seiner Truppen erhielt er das Ritterkreuz des Eisernen Kreuzes.
Nachdem Küchler für den am 22. September 1939 vor Warschau gefallenen ehemaligen Oberbefehlshaber des Heeres, Werner Freiherr von Fritsch, eine Trauerfeier angeordnet und bei dieser Gelegenheit kritische Worte zu den Umständen, unter denen Fritsch seinen damaligen Posten verloren hatte, geäußert hatte, wurde er umgehend seines Amtes enthoben. Auf Intervention Walther von Brauchitschs wurde er jedoch bald darauf mit dem Kommando über die 18. Armee betraut.
Im Westfeldzug besetzten Küchlers Truppen die Niederlande; am 19. Juli 1940 wurde er zum Generaloberst befördert. Küchler, der über die Verbrechen gegen die Menschlichkeit im besetzten Polen genauestens unterrichtet war, schrieb am 20. August 1940 im Kriegstagebuch:

„Ich betone die Notwendigkeit, dafür Sorge zu tragen, daß sich alle Soldaten der Armee, besonders die Offiziere, jeder Kritik an dem im Generalgouvernement durchgeführten Kampf mit der Bevölkerung, z. B. der Behandlung der polnischen Minderheiten, der Juden und kirchlicher Angelegenheiten, enthalten. Die völkische Endlösung dieses Volkskampfes, der an der Ostgrenze seit Jahrhunderten tobt, verlangt besonders strenge Maßnahmen.“

Am 22. Juni 1941 sagte er in seinem Stab, der eben begonnene Feldzug sei nicht die bloße Fortsetzung eines Kampfes zwischen Germanentum und Slawentum; vielmehr stünde nun der Kampf zwischen zwei Weltanschauungen, dem Nationalismus [sic] und dem Bolschewismus, bevor.
Auch im Krieg gegen die Sowjetunion 1941–1945 befehligte Küchler die 18. Armee, die im Verband der Heeresgruppe Nord eingesetzt war. Als eingesetzter General für den Baltischen Raum befürwortete er Massenerschießungen von jüdischen Bewohnern dieser Länder und nahm persönlich an einzelnen von Kräften der Einsatzgruppe 16 vollzogenen Erschießungen teil. Nach dem Rücktritt von Generalfeldmarschall Wilhelm Ritter von Leeb als Oberbefehlshaber bekam Küchler am 17. Januar 1942 das Kommando über die Heeresgruppe Nord und übernahm damit die Verantwortung für die Belagerung von Leningrad.
Den Kommissarbefehl begrüßte Küchler ausdrücklich:

„Wenn bekannt wird, daß wir die politischen Kommissare und G.P.U.-Leute sofort vor ein Feldgericht stellen u. aburteilen, so ist zu hoffen, daß sich die russ. Truppe u. die Bevölkerung selbst von dieser Knechtschaft befreien. Wir wollen das Mittel jedenfalls anwenden. Es spart uns deutsches Blut u. wir kommen schnell voran.“

Am 26. Dezember 1941 stellte oder unterstützte Küchler einen Antrag des XXVIII. Armeekorps, wegen vorgegebener Seuchengefahr etwa 230 Patientinnen mit Behinderungen aus einer Anstalt im ehemaligen Kloster Makarevskaja Pustin durch Einsatzgruppen der Sicherheitspolizei und des SD erschießen zu lassen. Im Nürnberger Generalsprozess bestritt er dies und täuschte einen angeblichen Irrtum vor. Im ähnlichen Makarevskaja-Fall, bei dem etwa 1200 Patienten (Zitat: Irre) einer großen psychiatrischen Anstalt im November 1941 zur Tötung an die Einsatzgruppen übergeben wurden, ergaben spätere Forschungen seine direkte Mitverantwortung.
Am 30. Juni 1942 erfolgte Küchlers Ernennung zum Generalfeldmarschall. Am 21. August 1943 erhielt er das Eichenlaub zum Ritterkreuz des Eisernen Kreuzes. Nach etwas mehr als zwei Jahren auf dem Posten des Oberbefehlshabers der Heeresgruppe Nord wurde er (nach einer Meinungsverschiedenheit mit Hitler) am 29. Januar 1944 von Hitler seines Kommandos enthoben und von Walter Model abgelöst. Um diese Zeit gelangen der Roten Armee Fortschritte an der Leningrader Front (→ Leningrad-Nowgoroder Operation).
Bis Kriegsende wurde Küchler nicht mehr eingesetzt.

### Nachkriegszeit
Küchler gehörte 1946 und 1947 der Operational History (German) Section der Historical Division der US Army an. In seiner Weisung vom 7. März 1947 für die in seinem Bereich des Lagers Garmisch zu schreibenden Erfahrungsberichte und Abhandlungen sollte als Grundsatz gelten, dass die Darstellung historischer Wahrheit mit dem Lob auf das eigene Heer zu verbinden sei:

„Es werden die deutschen Taten vom deutschen Standpunkt gesehen, festgelegt und dadurch unseren Truppen ein Denkmal gesetzt […] Die Leistungen unserer Truppen sind gebührend zu würdigen und herauszustellen. Die Wahrheit darf hierdurch natürlich nicht mißachtet werden.“

Die Mitarbeit dort schützte ihn jedoch nicht wie erhofft vor Strafverfolgung. Als Angeklagter im Prozess gegen das Oberkommando der Wehrmacht wurde Küchler für schuldig befunden, u. a. den Kommissarbefehl in seinem Kommandobereich weitergegeben, die Ermordung von Kriegsgefangenen geduldet, Zivilisten und Kriegsgefangene zu verbotenen Arbeiten herangezogen, den Kriegsgerichtsbarkeitserlass weitergegeben und an der Verfolgung der Juden (Weitergabe des Reichenau-Befehls, Kennzeichnung und Ghettoisierung) mitgewirkt zu haben. Am 14. April 1949 wurde er zu 20 Jahren Haft verurteilt. Die Haftzeit wurde 1951 durch den amerikanischen Hochkommissar McCloy durch eine Amnestie auf 12 Jahre reduziert; 1953 wurde Küchler aus medizinischen Gründen auf Bewährung aus dem Kriegsverbrechergefängnis Landsberg entlassen.
Georg von Küchler wurde auf dem Alten Friedhof in Darmstadt bestattet.

### Familie
Er heiratete 1921 in Darmstadt Elisabeth von Enckevort-Ihlenfeld (1888–1966), eine Tochter des preußischen Generalmajors Eduard von Enckevort (1845–1924). Aus der Ehe ging der Sohn Dieter (1926–1951) sowie die Tochter Sybille (* 1929) hervor, die den Diplomaten Rudolf Hahn heiratete. Georg von Küchler lebte in den 1950er Jahren in Garmisch-Partenkirchen.